# Údolnice
Údolnice je křivka spojující místa největšího vyhloubení příčného řezu údolím. Sklon údolnice určuje sklon údolí. V daném místě údolnice určuje směr s nejmenším spádem. Úžlabí či údolní brázda (v němčině Talweg) vyjadřují údolnici v příslušném území. Opak údolnice se nazývá hřbetnice. S nimi tvoří údolnice, které se používají v zeměměřictví a v některých mapách, základ pro znázornění tvarů terénu, neboť údolnice jsou obrazem vodní sítě, jakožto v nepropustné půdě totožné korytem řeky, či jiného vodního toku. Při vrstevnicovém zobrazení příslušného území zabíhají vrstevnice v místě protnutí údolnice nejdále směrem nahoru a při znázornění terénu za pomoci šraf se k ní tyto sbíhají, případně se na ní stýkají.